# Zygmunt Borawski
Zygmunt Andrzej Borawski (ur. 10 listopada 1888 w Warszawie, zm. 1956) – major dyplomowany audytor Wojska Polskiego, działacz niepodległościowy, kawaler Orderu Virtuti Militari.

## Życiorys
Urodził się 10 listopada 1888 w Warszawie, w rodzinie Aleksandra i Anny z Radyszkiewiczów (zm. 1919). Ukończył I Gimnazjum Klasyczne w Petersburgu.
Latem 1917 roku został delegatem na Pierwszy Ogólny Zjazd Polaków Wojskowych w Piotrogrodzie. 21 czerwca 1917 roku, w czasie zjazdu, został wybrany do składu Zarządu Centralnego Związku Wojskowych Polaków. Był wówczas chorążym.
9 września 1920 roku został zatwierdzony z dniem 1 kwietnia 1920 roku w stopniu kapitana, w Korpusie Wojsk Samochodowych, w grupie oficerów byłej armii rosyjskiej i byłych Korpusów Wschodnich. Pełnił wówczas służbę w Departamencie II Ministerstwa Spraw Wojskowych. 15 września 1920 roku, jako były członek Naczelnego Polskiego Komitetu Wojskowego został sekretarzem Komisji Orzekającej odznaki „Naczpola”. 1 czerwca 1921 roku pełnił służbę w Sekcji Wojsk Samochodowych Departamentu II MSWojsk., a jego oddziałem macierzystym był 1 dywizjon samochodowy w Warszawie. 14 listopada tego roku został przydzielony do Wyższej Szkoły Wojennej w Warszawie, w charakterze słuchacza Kursu Normalnego 1921–1923. 3 maja 1922 roku został zweryfikowany w stopniu kapitana ze starszeństwem z dniem 1 czerwca 1919 roku i 2. lokatą w korpusie oficerów samochodowych, a jego oddziałem macierzystym był nadal 1 dywizjon samochodowy.
Z dniem 1 października 1923 roku, po ukończeniu kursu i otrzymaniu dyplomu naukowego oficera Sztabu Generalnego, został przydzielony do 28 Dywizji Piechoty w Warszawie na stanowisko I oficera sztabu. W czasie nauki w WSWoj. i w czasie służby w dowództwie dywizji pozostawał oficerem nadetatowym 1 dywizjonu samochodowego. 31 marca 1924 roku został mianowany majorem ze starszeństwem z dniem 1 lipca 1923 roku i 1. lokatą w korpusie oficerów samochodowych. 15 maja tego roku został przydzielony z Dowództwa Okręgu Korpusu Nr II w Lublinie do macierzystego oddziału na stanowisko pełniącego obowiązki zastępcy dowódcy dywizjonu. W styczniu 1925 roku został zatwierdzony na tym stanowisku. Następnie został przeniesiony do korpusu oficerów kawalerii. W 1925 roku pełnił służbę w Departamencie V Wojsk Technicznych Ministerstwa Spraw Wojskowych. Później został przeniesiony do kadry oficerów kawalerii i przydzielony do Oddziału II Sztabu Głównego.
14 kwietnia 1930 roku Prezydent RP mianował go podprokuratorem przy wojskowych sądach okręgowych, a minister spraw wojskowych przeniósł do korpusu oficerów sądowych w stopniu majora ze starszeństwem z dniem 1 lipca 1923 roku i 3,05 lokatą, i przydzielił do Prokuratury przy Wojskowym Sądzie Okręgowym Nr I w Warszawie na stanowisko podprokuratora. 5 grudnia 1930 roku Prezydent RP zwolnił go ze stanowiska podprokuratora przy wojskowych sądach okręgowych, a minister spraw wojskowych mianował sędzią rejonowym i przydzielił do Wojskowego Sądu Rejonowego Warszawa na stanowisko kierownika sądu. Z dniem 30 listopada 1934 roku został przeniesiony w stan spoczynku.
Od 1926 był mężem Ireny Kurowskiej, z którą miał dwóch synów: Andrzeja (ur. 2 sierpnia 1926) i Ryszarda (ur. 6 października 1927).

## Ordery i odznaczenia
- Krzyż Srebrny Orderu Wojskowego Virtuti Militari nr 8006 – 17 maja 1922[22][1]
- Krzyż Niepodległości – 20 lipca 1932 „za pracę w dziele odzyskania niepodległości”[23]
- Krzyż Walecznych dwukrotnie[24][25]
- Złoty Krzyż Zasługi – 10 listopada 1928 „w uznaniu zasług, położonych w poszczególnych działach pracy dla wojska”[26][27]
- Medal Pamiątkowy za Wojnę 1918–1921[24]
- Medal Dziesięciolecia Odzyskanej Niepodległości[24]
- Odznaka Naczelnego Polskiego Komitetu Wojskowego[24]